# Гилман, Мартин Грант
Мартин Грант Гилман (Martin Grant Gilman) — американский экономист.

## Биография
Родился в Мемфисе, штат Теннесси, США, в 1948 году.
Окончил университет Пенсильвании в 1970 году, получив степени бакалавра наук (B.S.) в экономике в Вортон-Скул и бакалавра искусств (B.A.) в политологии. В 1971 году получил Сертификат Международных отношений в Международном экономическом институте, Университета Джонса Хопкинса в Болонье. В 1972 году получил степень магистра наук (M.Sc.) в Лондонской школе экономики, там же получил степень доктора философии (Ph.D.) в экономике в 1981 году.
В 1975—1981 годах — экономист в Организации экономического сотрудничества и развития (ОЭСР) в Париже.
В 1981—2005 годах работал в Международном валютном фонде (МВФ). В 1996—2002 гг. — постоянный представитель МВФ в России.
С 2000 года — почётный профессор Высшей школы экономики в Москве, директор Института фундаментальных междисциплинарных исследований при ВШЭ.
Автор книги «Дефолт, которого могло не быть» о российском экономическом кризисе 1998 года.
- Дефолт, которого могло не быть / [Пер. с англ. А. Багаева.] — М.: Время, 2009. — 477, [1] с. — (Серия «Дело») — ISBN 978-5-9691-0398-6

## Семья
Муж Татьяны Малкиной.